# Théâtre des Bouffes-Parisiens
Il Théâtre des Bouffes-Parisiens è un teatro parigino fondato nel 1855 dal compositore Jacques Offenbach per l'esecuzione di brani di opéra bouffe e di operetta.
Il teatro attuale si trova nel II arrondissement a 4 rue Monsigny con un ingresso sul retro a 65 Passage Choiseul. Nel XIX secolo il teatro fu per tale motivo spesso definito come Salle Choiseul.
Con il declino della popolarità dell'operetta dopo il 1870, il teatro ampliò il suo repertorio per includere commedie.